# 阿米塔·贝尔蒂尔
阿米塔·贝尔蒂尔（英語：Amita Berthier，2000年12月15日—），新加坡女子击剑运动员，2017年东南亚运动会女子花剑个人金牌得主、2018年亚洲运动会女子花剑团体铜牌得主、2019年东南亚运动会女子花剑个人和女子花剑团体金牌得主。